# Altella pygmaea
Altella pygmaea är en spindelart som beskrevs av Jörg Wunderlich 1992. Altella pygmaea ingår i släktet Altella och familjen kardarspindlar.
Artens utbredningsområde är Kanarieöarna. Inga underarter finns listade i Catalogue of Life.